# Le Chemin de l'abîme

Le Chemin de l'abîme est un film français réalisé par Adrien Caillard et sorti en 1923 au cinéma.

## Synopsis
Un riche industriel a su s'attirer le respect de ses ouvriers par sa bienveillance. Mais la jeunesse et la beauté de la fille d’un ouvrier ne le laisse pas indifférent, tout comme d'autres hommes.

## Fiche technique
- Réalisation : Adrien Caillard
- Scénario : Adrien Caillard
- Photographie : Maurice Le Forestier
- Production : Sphinx Films[1]
- Durée : 46 minutes
- Date de sortie : 
  - France : 12 décembre 1923

## Distribution
- Edmond Van Daële : Claude Maurien
- Betty Carter : Simone Lancelet
- Jean Dehelly : Pierre Varelles
- Marie Dubuisson : Hélène Maurien
- Jean Jacquinet : Le père Lancelet
- Michel Duran : Benoît